# پرویز خسروانی
پرویز خسروانی (۴ مهر ۱۳۰۱، شهرستان محلات – ۱۸ مرداد ۱۳۹۴، لندن) سپهبد تیمسار نیروی زمینی ارتش شاهنشاهی و از مالکان اصلی تاج (استقلال) کنونی بود. او در سال ۱۳۱۹ وارد دانشکده افسری شد. در سال ۱۳۴۳ به فرماندهی ناحیهٔ ژاندارمری استان مرکزی (به مرکزیت شهر تهران) رسید و بعدها در دولت هویدا به مدت سه و نیم سال به سرپرستی سازمان تربیت بدنی رسید. او در ۲ آذر ۱۳۴۹ درجه سپهبدی دریافت کرده و دو سال بعد بازنشسته شد. خسروانی  در سال ۱۳۲۴ خورشیدی باشگاه دوچرخه‌سواران (تاج سابق و استقلال کنونی) را خریداری کرد. سازمان ورزشی و فرهنگی تاج قبل از انقلاب اسلامی ایران  جزو متمول ترین باشگاههای دنیا از نظر دارایی و اموال قرار داشت.

## دوران خدمت
بنا به ادعای وی در مصاحبه با تاریخ شفاهی ایران در دانشگاه هاروارد او یکی از افراد مؤثر در وقایع ۹ اسفند بود تا جایی که مسئول سازماندهی گروهی از جوانان شد که از خروج محمدرضا پهلوی از ایران نگران بودند. او آنها را به طرف کاخ محمدرضا پهلوی روانه کرد تا جلوی خروج شاه از ایران بر اثر فشارهای دولت محمد مصدق را بگیرند.حرکتی که هرچند باعث عقب نشینی دولت مصدق و انصراف شاه از خروج از کشور شد ولی باعث بازداشتش در روز بعد توسط دولت مصدق گردید.حبس او تا وقایع مرداد سال بعد موسوم به کودتای ۲۸ مرداد ادامه داشت.
پرویز خسروانی در این مصاحبه درباره مصدق گفته است:
یک خیانت نابخشودنی مصدق کرده که شاید کمتر مسئولین امر یا تاریخ نویس‌ها به این حقیقت پی بردند و آن پرده‌ی حرمت نظام شاهنشاهی را مصدق پاره کرد، در زمان مصدق پاره شد که اجازه داد روزنامه‌هایی مثل [امیرمختار] کریم‌پورشیرازی و بعضی جراید این‌ها آن فحاشی‌ها نسبت به خاندان سلطنت بکنند. از همان‌جا بود که این شکاف پیدا شد و این متأسفانه من هیچ ندیدم در تاریخ یا نویسندگان ما یا افراد و اشخاصی به این نکته پی برده باشند که این پرده از آن موقع پاره شد و این بزرگترین خیانتی بود که به کشور شد.
وی سومین رئیس سازمان تربیت بدنی بود که در دوران ریاستش ایران در رقابت‌های المپیک آسیایی شرکت کرد. پرویز خسروانی که در سال‌های ۱۳۴۲ و ۱۳۴۸ برادرش عطاالله خسروانی را به عنوان وزیر کار و معتمد امیرعباس هویدا نخست‌وزیر وقت داشت در سال  ۱۳۴۶ به ریاست سازمان تربیت بدنی رسید. در سال ۱۳۴۹ یعنی ۳ سال بعد از دوران ریاست او ایران در بازی‌های آسیایی ۱۹۷۰ بانکوک شرکت کرد و صاحب ۹ مدال طلا، ۷ نقره و ۸ برنز شد.
و در سال ۱۳۵۰ باشگاه تاج به قهرمانی آسیا دست یافت. خسروانی علاوه بر مناصب دولتی، مؤسس و رئیس هیئت مدیرهٔ سازمان ورزشی و فرهنگی تاج نیز بود. رشته‌های غیر فوتبالی و ورزش بانوان باشگاه تاج نیز در دوران خسروانی شکوفا بود و بعد از انقلاب، این باشگاه هرگز نتوانست به وضعیت سابق خود بازگردد. ثبات و امکانات در تاج، موفقیت‌های متعددی برای تیم‌های این مجموعه رقم زد.
 
او بعد از انقلاب ۵۷ هم جزو یاران وفادار شاه باقی ماند و تلاش هایی برای بازگشت سلسله پهلوی به ایران انجام داد از جمله اینکه برای یازده ماه در عراق قائم مقام گروه نظامی غلامعلی اویسی بود هرچند که بنا به اظهارات خودش به دلیل تعلل اویسی در اقدام مؤثر علیه جمهوری اسلامی و خیانت او به شاه، از گروه وی جدا شد.خسروانی درباره همکاری حکومت صدام باگروه نظامی اویسی گفته است: 
آنچه را که من در ۱۱ ماهی که در کشور عراق بودم (دیدم) دولت عراق نهایت مساعدت و همکاری را با تیمسار اویسی و نظامی‌ها می‌کرد برای نجات ایران نه برای نجات... خودش واقعاً به آب و خاک ایران نظر نداشتند این را واقعاً ما در بطن این‌ها بودیم حالا هر کس هر چه می‌خواهد بگوید. آن‌ها می‌خواستند چون ۶۵ درصد از مردم عراق شیعه بودند می‌خواستند به مردم عراق این حقیقت روشن بشود که این اسلام خمینی اسلام واقعی نیست، اسلام راستین نیست از این جهت این را می‌خواستند به مردم‌شان بفهمانند.

## زندگی شخصی
خسروانی در فروردین سال ۱۳۰۱ در محلات بدنیا آمد. پدر او میرزا هاشم محلاتی از ثروتمندان محلات بود. او چهار برادر بزرگتر با نام‌های شهاب‌الدین، مرتضی،خسرو و عطاالله داشت که همه دارای مناصب نظامی و سیاسی بودند. 
- شهاب‌الدین خسروانی از چهره‌های سیاسی سال‌های ۱۳۲۰–۱۳۳۲ و نماینده مجلس بود و از همفکران محمد مصدق، و با مصدق روابط حسنه داشت.
- مرتضی خسروانی سپهبد ارتش شاهنشاهی ایران بود.
- خسرو خسروانی ، سفیر ایران در کشورهای آمریکا، مصر، آلمان و همچنین نماینده دولت سابق ایران در سازمان ملل متحد بود.
- عطاالله خسروانی دبیرکل حزب ایران نوین بود و همزمان در راس وزارتخانه‌های کار و کشور قرار داشت.[۴]

همسر پرویز خسروانی، ملیحه نعیمی بود.

## مرگ
خسروانی در تاریخ ۱۸ مرداد ۱۳۹۴ در سن ۹۲ سالگی در شهر لندن انگلستان درگذشت.